# ناحیه میمن‌سینگ
ناحیه مؤمنشاهی (به نام ناصر‌آباد نیز شناخته می شود ) یک ناحیه در بنگلادش است که در استان میمن‌سینگ واقع شده‌است.

## خصوصیات
ناحیه مؤمنشاهی ۴٬۳۶۳٫۴۸ کیلومترمربع مساحت و ۵٬۱۱۰٬۲۷۲ نفر جمعیت دارد.